# Valdelaume
Valdelaume – gmina we Francji, w regionie Nowa Akwitania, w departamencie Deux-Sèvres. W 2016 roku liczba ludności wynosiła 879 mieszkańców. 
Gmina została utworzona 1 stycznia 2019 roku z połączenia czterech ówczesnych gmin: Ardilleux, Bouin, Hanc oraz Pioussay. Siedzibą gminy została miejscowość Hanc. 